# Micrura candida
Micrura candida är en djurart som tillhör fylumet slemmaskar, och som beskrevs av Heinrich Bürger 1892. Micrura candida ingår i släktet Micrura och familjen Lineidae. Inga underarter finns listade i Catalogue of Life.